# 5344 Рябов
5344 Рябов (5344 Ryabov) — астероїд головного поясу, відкритий 1 вересня 1978 року.
Тіссеранів параметр щодо Юпітера — 3,336.